# Montgomery Street

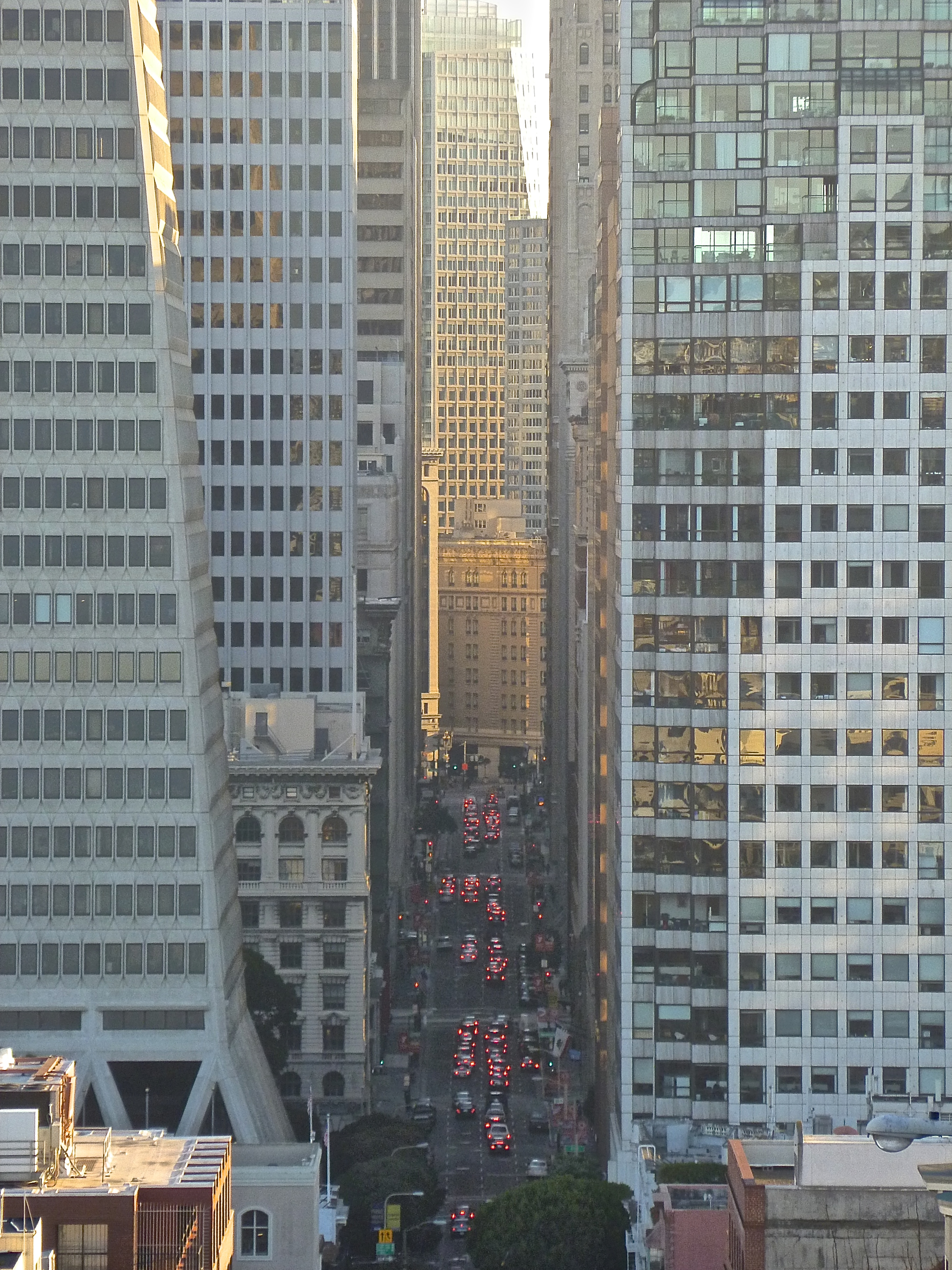
Mirando al sur Montgomery Street desde Telegraph Hill, atravesando el Distrito Financiero.

Montgomery Street es una calle con dirección norte-sur situada en San Francisco, California, Estados Unidos.
Atraviesa unas dieciséis manzanas desde el barrio Telegraph Hill hasta el centro, acabando en Market Street. Al sur de Columbus Avenue, Montgomery Street atraviesa el centro del Distrito Financiero de San Francisco. Por esta razón, en ocasiones se la llama "la Wall Street del Oeste". Al sur de Market Street, la calle continúa como New Montgomery Street durante dos manzanas más hasta finalzar en Howard Street, en el barrio SOMA.

## Historia

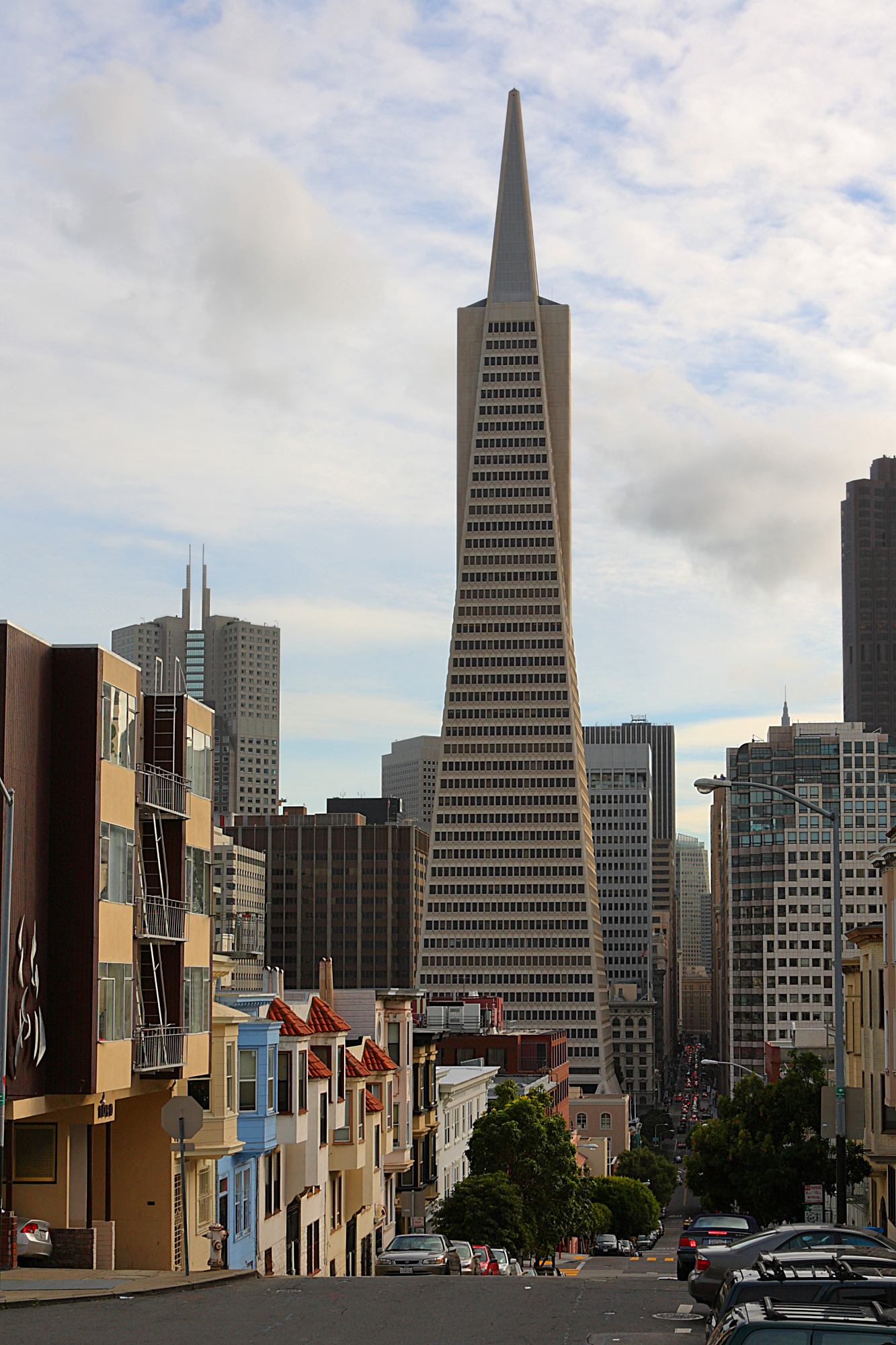
La Pirámide Transamerica en Montgomery Street.

En la década de 1830, los terrenos en los que está ahora Montgomery Street estaba en la orilla de la Bahía de San Francisco. La especulación del suelo durante la fiebre del oro de California generó demanda de tierras utilizables en la ciudad en rápido crecimiento, y se nivelaron los acantilados de arena cerca de la orilla y se llenaron con arena (y las ruinas de muchos barcos) las aguas poco profundas para crear nuevas parcelas. Entre 1849 y 1852, la orilla de la bahía avanzó unas cuatro manzanas. En la actualidad, Montgomery Street está a unas siete manzanas del agua.
La esquina de Montgomery con Clay es donde John B. Montgomery desembarcó cuando fue a izar la bandera de los Estados Unidos tras la sublevación de la bandera del oso de 1846. En 1853 se construyó en el 600 de Montgomery el Montgomery Block, un centro del derecho y la literatura de San Francisco, en los terrenos ocupados en la actualidad por la Pirámide Transamerica.

## Oficinas
Muchos bancos y empresas de servicios financieros tienen oficinas en Montgomery Street o cerca de ella, especialmente entre Market Street y Sacramento Street:
- La sede mundial de Wells Fargo está en el 420 de Montgomery.[6]
- 555 California Street, entre Kearny y Montgomery, fue la sede mundial de Bank of America hasta su fusión con NationsBank y se llamaba oficialmente (entre 1969 y 2005) Bank of America Building.[7]
- La Pirámide Transamerica (600 Montgomery, en Columbus Avenue) fue la sede de la Transamerica Corporation y aún aparece en el logo de la empresa.[8]
- Melvin Belli, abogado conocido como "el rey de los pleitos", tenía sus oficinas en el Belli Building, en el 722-724 deMontgomery Street.[9] Belli izaba una bandera pirata y disparaba un cañonazo cada vez que ganaba un caso.[10]
- Bank of the West tiene su sede en el 180 Montgomery Street.

## Rascacielos
Los rascacielos destacados situados en Montgomery Street y el Distrito Financiero:
- 44 Montgomery
- Hunter-Dulin Building (111 Sutter at Montgomery)
- 100 Montgomery Street
- 101 Montgomery
- 180 Montgomery Street
- Russ Building (235 Montgomery)
- Commercial Union Assurance Building (315 Montgomery)
- 456 Montgomery Plaza
- 505 Montgomery Street
- Pirámide Transamerica (600 Montgomery)

## Transporte público
Montgomery Street es servida por la Estación de Montgomery Street del BART y el Muni Metro.

## En la cultura popular
- En esta calle toma lugar una serie de escenas de la película Venom, en esta calle se encuentra la casa de Annie Weying, interés amoroso de Eddie Brock.